# Sireuil (Dordoña)
Sireuil era una comuna francesa que estaba situada en el departamento de Dordoña, de la región de Nueva Aquitania, que en 1972 se fusionó con la comuna de Les Eyzies-de-Tayac, formando la comuna de Les Eyzies-de-Tayac-Sireuil.

## Historia
Fue comuna asociada de la comuna de Les Eyzies-de-Tayac-Sireuil de 1972 a 2019.

## Demografía
| Gráfica de evolución demográfica de Sireuil entre 1800 y 1968 |
|                                                               |

Los datos demográficos contemplados en este gráfico se han cogido de la página francesa EHESS/Cassini.